# Новомичуринск
Новомичуринск (рус. Новомичуринск) град је у Русији у Рјазањској области.

## Становништво
| 1979.  | 1989.  | 2002.  | 2010.  |
| ------ | ------ | ------ | ------ |
| 15.824 | 19.610 | 20.743 | 10.309 |